# Spyro: Enter the Dragonfly
Spyro: Enter the Dragonfly (conosciuto anche come Spyro 4: Enter the Dragonfly o Spyro 4) è un videogioco a piattaforme della serie di Spyro the Dragon, sviluppato da Equinox Digital Entertainment e Check Six Studios e pubblicato da Universal Interactive Studios per PlayStation 2 e Nintendo Gamecube nel 2002.
È stato il primo capitolo della saga per console casalinghe a non essere sviluppato da Insomniac Games (il primo in assoluto è stato Spyro: Season of Ice, per Game Boy Advance). La Universal Interactive Studios aveva previsto di produrre una versione anche per Xbox e PC, tuttavia, a causa delle forti critiche negative ricevute dal gioco, il progetto fu abbandonato.

## Trama
Il gioco comincia poco tempo dopo la fine di Spyro: Year of the Dragon. I draghi sono intenti a celebrare il rito d'iniziazione dei cuccioli perché siano pronti per la Grande Parata dei Draghi, durante la quale arriveranno anche le nuove libellule a cui saranno affidati i piccoli. Durante la festa, appare però il mago Ripto, che rapisce le libellule teletrasportandole via e rovinando la cerimonia. Il suo incantesimo ha però un problema, e le libellule vengono inviate in diversi luoghi all'interno del regno dei Draghi. Toccherà a Spyro salvarle.

## Modalità di gioco
Il gameplay del gioco non subisce molti cambiamenti dai giochi precedenti. Spyro ha ancora a disposizione tutte le mosse del secondo capitolo (nuotare sott'acqua, arrampicarsi e colpire di testa). La novità principale del gioco è una maggiore varietà di soffi oltre al fuoco, ossia il soffio di ghiaccio (presente già nel secondo gioco come potenziamento e per un intero livello in Spyro: Year of the Dragon), il soffio elettrico e il soffio bolla. Essi sono intercambiabili e utilizzabili in vari modi, usando il soffio elettrico per attivare o disattivare macchinari vari, e il soffio bolla per catturare le libellule. Un'altra nuova mossa è lo Scudo d'ali, con la quale Spyro si protegge con le ali, respingendo alcuni proiettili. Queste abilità vengono imparate raccogliendo delle rune e portandole alla statua del drago nei Regni dei Draghi. I portali ritornano, ma solo per lasciare il livello o per accedere alle sfide: per entrare nel livello, infatti, Spyro userà vari mezzi di trasporto.

## Sviluppo
Stando al progetto originale, il gioco avrebbe dovuto veder Spyro fronteggiare Gnasty Gnorc e Ripto (cattivi rispettivamente del primo e del secondo titolo della serie), alleatisi appunto per eliminare una volta per tutte il draghetto viola loro nemico (la medesima premessa narrativa era stata già annunciata in una delle scenette umoristiche dell'epilogo di Spyro: Year of the Dragon), il quale sarebbe poi stato intento a salvare all'incirca 120 libellule, sparpagliate tutte nell'arco di 25 livelli, in maniera tale da sgominare i piani malvagi dei due antagonisti; lo stesso gioco poi avrebbe goduto d'un tasso di circa 60 fotogrammi al secondo, oltreché di tempi di caricamento più rapidi.
Datasi la tempistica imposta dalla Universal Interactive Studios sui ritmi di lavoro (ne venne infatti fissata la data di commercializzazione per Natale del 2002), la Check Six Studios dovette per forza di cose rivederne - seppur maldestramente - la trama, eliminando perciò Gnasty Gnorc e la maggior parte dei livelli di gioco previsti dal progetto, col risultato insoddisfacente di un titolo di soli 9 livelli e dalle sole 90 libellule trovabili; anche per quanto ne riguardava il comparto tecnico e grafico il risultato fu insufficiente, per via d'una fotografia scadente e poco curata, tempi di caricamento fin troppo lunghi, blocchi improvvisi ed altro ancora.

## Accoglienza
| Testata                            | Versione | Giudizio |
| ---------------------------------- | -------- | -------- |
| Metacritic (media al 24-05-2020)   | GC       | 48/100   |
| Metacritic (media al 24-05-2020)   | PS2      | 56/100   |
| GameRankings (media al 09-12-2019) | GC       | 47.76%   |
| GameRankings (media al 09-12-2019) | PS2      | 55.58%   |
| GameSpot                           | GC       | 3.2/10   |
| GameSpot                           | PS2      | 2.8/10   |
| IGN                                | GC       | 6/10     |
| IGN                                | PS2      | 6/10     |
| Amazon.com                         | GC       | 3/5      |
| Amazon.com                         | PS2      | 2.5/5    |

Il gioco ricevette recensioni miste ma in prevalenza negative, soprattutto rispetto ai predecessori. Esse erano dovute a problemi di vario genere, come lunghi tempi di caricamento, un framerate lento e incostante, gameplay e trama scadenti e diversi bug. Inoltre, venne criticata anche l'eliminazione dei portali, che fin dal primo capitolo della saga portavano Spyro nei livelli, e la loro sostituzione con i mezzi di trasporto. Il gioco è considerato dai fan come il peggiore della serie. IGN diede al gioco un 6, affermando che era una replica dei giochi precedenti della serie, mentre Gamespot, in una recensione molto negativa, diede un 2.8 alla versione PS2 e 3.2 a quella per Gamecube, criticando non solo i problemi con il framerate e i vari bug, ma anche la durata del gioco eccessivamente breve, e ritenne la colonna sonora l'unico punto di forza.
La versione per Nintendo Gamecube, distribuita circa una settimana dopo quella per PS2, venne altrettanto criticata perché risentiva degli stessi problemi presenti per la console Sony, a parte dei miglioramenti ai tempi di caricamento, e nel complesso, le recensioni furono complessivamente ancora più negative su GameRankings e Metacritic, essendo generalmente sfavorevoli complessivamente da 13 recensioni, mentre quella per PS2 ebbe recensioni miste o medie in base a 20 di esse.